# Cupa României 2021-2022 (fotbal feminin)
Cupa României 2021-2022 a fost a 19-a ediție a competiției de fotbal feminin românesc, organizate de Federația Română de Fotbal. Competiția a fost câștigată de U Olimpia Cluj, care a învins-o în finală pe ACS Heniu Prundu Bârgăului, cu scorul de 6–2.

## Turul I
Meciurile s-au jucat pe 2 și 3 octombrie.
| 2 octombrie 2021 | FC Voluntari (3) | 6–4          | Dunărea 2020 Giurgiu (3) | Voluntari                                                                                              |  |
|                  |                  | Report (FRF) |                          | Stadion: Anghel Iordănescu Arbitru: Sărăcuță Marian Arbitri asistenți: Mindeart Theodor, Avram Gabriel |  |

| 3 octombrie 2021 | Sepsi OSK Sfântu Gheorghe (3) | 1–9          | Colțea 1920 Brașov (3) | Sfântu Gheorghe                                                                                      |  |
|                  |                               | Report (FRF) |                        | Stadion: Municipal Arbitru: Ciorbea Robert Arbitri asistenți: Boncz Gabriel, Ciorbea Cristian Marian |  |

| 3 octombrie 2021 | Estera Țifești (3) | 6–4          | CSM Pașcani (3) | Jariștea |  |
|                  |                    | Report (FRF) |                 | Stadion: Măgura Arbitru: Ungureanu Diana Mădălina Arbitri asistenți: Voicu Cristian, Martinescu Bogdan Mihai |  |

| 3 octombrie 2021 | Student Sport Alba Iulia (3) | 3–2          | Juventus Timișoara (3) | Alba Iulia                                                                                   |  |
|                  |                              | Report (FRF) |                        | Stadion: Cetate Arbitru: Mărginean Marius Arbitri asistenți: Nistor Daniel, Spatacean Darius |  |

## Șaisprezecimi
Meciurile s-au jucat pe 23 octombrie, 17 noiembrie și 28 noiembrie.
| 23 octombrie 2021 | United Bihor (2) | 0–7          | Fotbal Feminin Baia Mare (1) | Tileagd |  |
|                   |                  | Report (FRF) |                              | Stadion: Foresta Arbitru: Popa Adina Claudia Arbitri asistenți: Gozman Pop Cristian Dumitru, Belenesi Alex |  |

| 17 noiembrie 2021 | Dream Team București (2) | 0–4          | Fair Play București (1) | București                                                                                       |  |
|                   |                          | Report (FRF) |                         | Stadion: Ion Țiriac Arbitru: Spinu Marius Arbitri asistenți: Spinu Nicolas, Marin Razvan Stefan |  |

| 17 noiembrie 2021 | Zimbrul Tulcea (3) | 5–7          | Universitatea Galați (1) | Topolog                                                                                   |  |
|                   |                    | Report (FRF) |                          | Stadion: Comunal Arbitru: Marcu Claudiu Arbitri asistenți: Carson Marian, Tănase Cristian |  |

| 17 noiembrie 2021 | Activ Slobozia (2) | 1–5          | Selena ȘN Constanța (2) | Slobozia |  |
|                   |                    | Report (FRF) |                         | Stadion: Stadionul Abatorul Arbitru: Porumbel Valentin Arbitri asistenți: Neagu Gabriel, Dobre Vasilicā Viorel |  |

| 17 noiembrie 2021 | FC Voluntari (3) | 0–7          | Universitatea Alexandria (1) | Voluntari                                                                                                |  |
|                   |                  | Report (FRF) |                              | Stadion: Anghel Iordănescu Arbitru: Buzea Vasile Arbitri asistenți: Ciocoiu Bogdan, Negru Ioan Alexandru |  |

| 17 noiembrie 2021 | Navobi Iași (2) | 9–0          | Nicu Gane Fălticeni (2) | Iași |  |
|                   |                 | Report (FRF) |                         | Stadion: Tineretului Arbitru: Mihuleac Gabriel Arbitri asistenți: Iftime Alexandru, Macovei Leonard George |  |

| 17 noiembrie 2021 | Măgura 2012 Bacău (2) | 0–3          | Vulpițele Galbene Roman (2) | Bacău |  |
|                   |                       | Report (FRF) |                             | Stadion: Lucrețiu Avram Arbitru: Mavriche Sergiu Arbitri asistenți: Apostu Alexandra Theodora, Antal Damian |  |

| 17 noiembrie 2021 | Colțea 1920 Brașov (3) | 0–1          | Academia de Fotbal și Tenis Măgura (2) | Tărlungeni                                                                                       |  |
|                   |                        | Report (FRF) |                                        | Stadion: Unirea Arbitru: Ciorbea Robert Arbitri asistenți: Pavel Cojocaru Andrei, Pânzaru Viorel |  |

| 17 noiembrie 2021 | Ladies Târgu Mureș (1) | 0–5          | Heniu Prundu Bârgăului (1) | Târgu Mureș |  |
|                   |                        | Report (FRF) |                            | Stadion: Academia de Sport Mureșul Arbitru: Ștef Claudiu Arbitri asistenți: Sîncrăian Andrei, Cherteș Cristian Marius |  |

| 17 noiembrie 2021 | Politehnica Femina (1) | 0–2          | Piroș Security Arad (1) | Timișoara                                                                                              |  |
|                   |                        | Report (FRF) |                         | Stadion: Stadionul Știința Arbitru: Omuț Marius Arbitri asistenți: Zifceac Ludovic, Urs George Catalin |  |

| 17 noiembrie 2021 | Atletic Drobeta-Turnu-Severin (2) | 1–5          | Banat Girls Reșița (1) | Drobeta Turnu Severin                                                                                            |  |
|                   |                                   | Report (FRF) |                        | Stadion: Termo Arbitru: Balangă Luis Florică Arbitri asistenți: Ghilă Mihaiță Marian, Sucilă Cristian-Constantin |  |

| 17 noiembrie 2021 | Estera Țifești (3) | 1–2          | Onix Râmnicu Sărat (2) | Jariștea                                                                                     |  |
|                   |                    | Report (FRF) |                        | Stadion: Măgura Arbitru: Fuior Cosmin Arbitri asistenți: Ichim Cristi Daniel, Voicu Cristian |  |

| 17 noiembrie 2021 | Carmen București (2) | 6–1          | CSȘ Târgoviște (1) | București                                                                                               |  |
|                   |                      | Report (FRF) |                    | Stadion: Voința Arbitru: Oancea Stanica Theodor Arbitri asistenți: Oancea Sergiu Ciprian, Ivanov Roxana |  |

| 17 noiembrie 2021 | Csiksereda Miercurea Ciuc (2) | 2–3          | Vasas Femina Odorhei (1) | Miercurea Ciuc                                                                                   |  |
|                   |                               | Report (FRF) |                          | Stadion: Erőss Zolt Arbitru: Kiss Tamara Arbitri asistenți: Kopriva Biro Tamas, Năstase Valentin |  |

| 17 noiembrie 2021 | Olimpic Star Cluj (2) | 0–3          | U Olimpia Cluj (1) | Sâncraiu                                                                                            |  |
|                   |                       | Report (FRF) |                    | Stadion: Voința Arbitru: Lunca Dragoș Nicolae Arbitri asistenți: Pojar Paul Bogdan, Giorgiu Claudiu |  |

| 28 noiembrie 2021 | Student Sport Alba Iulia (2) | 0–3          | Atletic Olimpia Gherla (2) | Alba Iulia                                                                               |  |
|                   |                              | Report (FRF) |                            | Stadion: Oarda de Jos Arbitru: Boldea Ioan Arbitri asistenți: Nistor Daniel, Popa Daniel |  |

## Optimi
Meciurile s-au jucat pe 16 și 27 aprilie.
| 16 aprilie 2022 | Academia de Fotbal și Tenis Măgura (2) | 0–6          | Vasas Femina Odorhei (1) | Cisnădie                                                                                       |  |
|                 |                                        | Report (FRF) |                          | Stadion: Măgura Arbitru: Țiții Andrei Lucian Arbitri asistenți: Epure Adrian, Comaniciu Adrian |  |

| 16 aprilie 2022 | Fotbal Feminin Baia Mare (1) | 0–9          | Heniu Prundu Bârgăului (1) | Baia Mare                                                                                           |  |
|                 |                              | Report (FRF) |                            | Stadion: Viorel Mateianu Arbitru: Soponar Răzvan Ionuț Arbitri asistenți: Pante Gabriel, Parge Vlad |  |

| 16 aprilie 2022 | Atletic Olimpia Gherla (2) | 0–9          | U Olimpia Cluj (1) | Gherla                                                                                              |  |
|                 |                            | Report (FRF) |                    | Stadion: Olimpia Arbitru: Vadana Sorin Arbitri asistenți: Căpîlna Luca Tudor, Stoica Bogdan Claudiu |  |

| 16 aprilie 2022 | Navobi Iași (2) | 3–1          | Vulpițele Galbene Roman (2) | Iași |  |
|                 |                 | Report (FRF) |                             | Stadion: Emil Alexandrescu II Arbitru: Apreutesei Andrei Arbitri asistenți: Macovei Leonard George, Năcuță Diana |  |

| 16 aprilie 2022    | Onix Râmnicu Sărat (2) | 0–10         | Fair Play București (1) | Râmnicu Sărat                                                                                           |  |
| 17:00 EEST (UTC+2) |                        | Report (FRF) |                         | Stadion: Onix Arbitru: Drugea Cătălin Gheorghe Arbitri asistenți: Martinescu Bogdan Mihai, Cighir David |  |

| 16 aprilie 2022 | Carmen București (2) | 0–1          | Universitatea Alexandria (1) | București                                                                            |  |
|                 |                      | Report (FRF) |                              | Stadion: Voința Arbitru: Ene Andreea Arbitri asistenți: Ileana Daniela, Mazga Ilinca |  |

| 16 aprilie 2022 | Banat Girls Reșița (1) | 0–3          | Piroș Security Arad (1) | Comloșu Mare                                                                                              |  |
|                 |                        | Report (FRF) |                         | Stadion: Comunal Arbitru: Roman George Catalin Arbitri asistenți: Humita Ioan Daniel, Cismas Malac Roxana |  |

| 27 aprilie 2022 | Selena ȘN Constanța (2) | 2–1          | Universitatea Galați (1) | Constanța                                                                                 |  |
|                 |                         | Report (FRF) |                          | Stadion: SNC Arbitru: Lică Iurgen Ciprian Arbitri asistenți: Carson Marian, Ionus Erchian |  |

## Sferturi
Meciurile s-au jucat pe 11 mai.
| 11 mai 2022 | Selena ȘN Constanța (2) | 1–5          | Vasas Femina Odorhei (1) | Constanța                                                                                |  |
|             |                         | Report (FRF) |                          | Stadion: SNC Arbitru: Spinu Marius Arbitri asistenți: Spinu Nicolas, Marin Razvan Stefan |  |

| 11 mai 2022 | Universitatea Alexandria (1) | 0–8          | U Olimpia Cluj (1) | Plosca                                                                              |  |
|             |                              | Report (FRF) |                    | Stadion: Comunal Arbitru: Motan Mihai Arbitri asistenți: Onicescu Ion, Mincu Stefan |  |

| 11 mai 2022 | Fair Play București (1) | 0–5          | Piroș Security Arad (1) | Ciorogârla |  |
|             |                         | Report (FRF) |                         | Stadion: Baza Sportivă Ciorogârla Arbitru: Nanu Ionut Catalin Arbitri asistenți: Cojocaru Ionut, Barbu Florinel |  |

| 11 mai 2022 | Navobi Iași (2) | 1–13         | Heniu Prundu Bârgăului (1) | Iași |  |
|             |                 | Report (FRF) |                            | Stadion: Emil Alexandrescu II Arbitru: Sava Florin Adrian Arbitri asistenți: Vișan Florian Alexandru, Gîță Daniel Marius |  |

## Semifinale
Meciurile s-au jucat pe 25 mai.
| 25 mai 2022 | U Olimpia Cluj (1) | 6–1          | Vasas Femina Odorhei (1) | Iclod                                                                                         |  |
|             |                    | Report (FRF) |                          | Stadion: Iclod Arena Arbitru: Andrei Florin Arbitri asistenți: Cozma Alexandru, Gaspar Vladut |  |

| 25 mai 2022 | Piroș Security Arad (1) | 0–4          | Heniu Prundu Bârgăului (1) | Arad                                                                                                 |  |
|             |                         | Report (FRF) |                            | Stadion: Sânnicolaul Mic Arbitru: Nagy Vladimir Andrei Arbitri asistenți: Popa Daniel, Nistor Daniel |  |

## Finala
Finala a avut loc pe 5 iunie pe Stadionul Arcul de Triumf din București.
| 5 iunie 2022 | Heniu Prundu Bârgăului (1) | 2–6          | U Olimpia Cluj (1) | București |  |
|              |                            | Report (FRF) |                    | Stadion: Arcul de Triumf Arbitru: Peșu Ionela Alina Arbitri asistenți: Țepușă Mihaela, Florea Bianca, Gherghi Madalina |  |